# جون غرانت شابمان
جون غرانت شابمان (بالإنجليزية: John Grant Chapman)‏ هو محامي وسياسي أمريكي، ولد في 5 يوليو 1798، وتوفي في 10 ديسمبر 1856 في مقاطعة تشارلز في الولايات المتحدة. حزبياً، نشط في حزب اليمين. وقد انتخب عضو مجلس النواب لولاية ماريلند وانتخب عضو مجلس النواب الأمريكي.